# كبريتيد النحاس
كبريتيد النحاس هو أحد مركبات كبريتيدات النحاس المختلفة المكونة من عنصري النحاس والكبريت بنسب متفاوتة، ولها الصيغة العامة CuxSy. تشمل كبريتيدات النحاس كلاً من المركبات الكيميائية المصطنعة، بالإضافة إلى عدد من المعادن الطبيعية. أبسط كبريتيدات النحاس المعروفة وأكثرها شيوعاً على هيئة مركبات كيميائية كل من كبريتيد النحاس الأحادي Cu2S وكبريتيد النحاس الثنائي CuS.
بالنسبة للمعادن الطبيعية فهناك عدد من كبريتيدات النحاس، الخاضعة إلى تحول مستمر وبعضها لا يزال غير معروفاً.

## أمثلة على معادن كبريتيدات النحاس
- كالكوسيت Cu2S
- فيلامانينيت Cu,Ni,Co,Fe)S2)
- كوفيليت CuS
- يارويت yarrowite Cu9S8
- سبيونكوبيت spionkopite Cu39S28
- جيريت Geerite Cu8S5
- أنيليت Anilite Cu7S4
- ديغينيت Cu9S5
- روكسبييت roxbyite Cu58S32
- دجورليت Djurleite Cu31S16